# Rödstrupig bulbyl
Rödstrupig bulbyl (Rubigula dispar) är en fågel i familjen bulbyler inom ordningen tättingar. Den förekommer på Sumatra och Java i Indonesien där den minskar kraftigt till följd av fångst för burfågelindustrin.

## Utseende och läte
Rödstrupig bulbyl är en medelstor (17–20 cm) långstjärtad bulbyl. Den har glansigt svart huvud med endast en liten huvudtofs. Ovansidan är enhetligt olivgrön, med mer bjärt gulgröna kanter på handpennor och armpennor. Stjärten är mörkbrun, vanligen med ljusa spetsar på yttre stjärtpennorna. På hakan och strupen är fjädrarna lysande karminröda, i formen förlängda, smala och ofta uppuffade. På övre delen av bröstet är den djupt orangegul medan resten av undersidan är gul med orange anstrykning, på flankerna smutsgrå. Ögat är eldrött, näbben svart och benen brunsvarta. Den skiljer sig från svarttofsad bulbyl genom bland annat mycket mindre huvudtofs och djupare orangefärgat bröst.

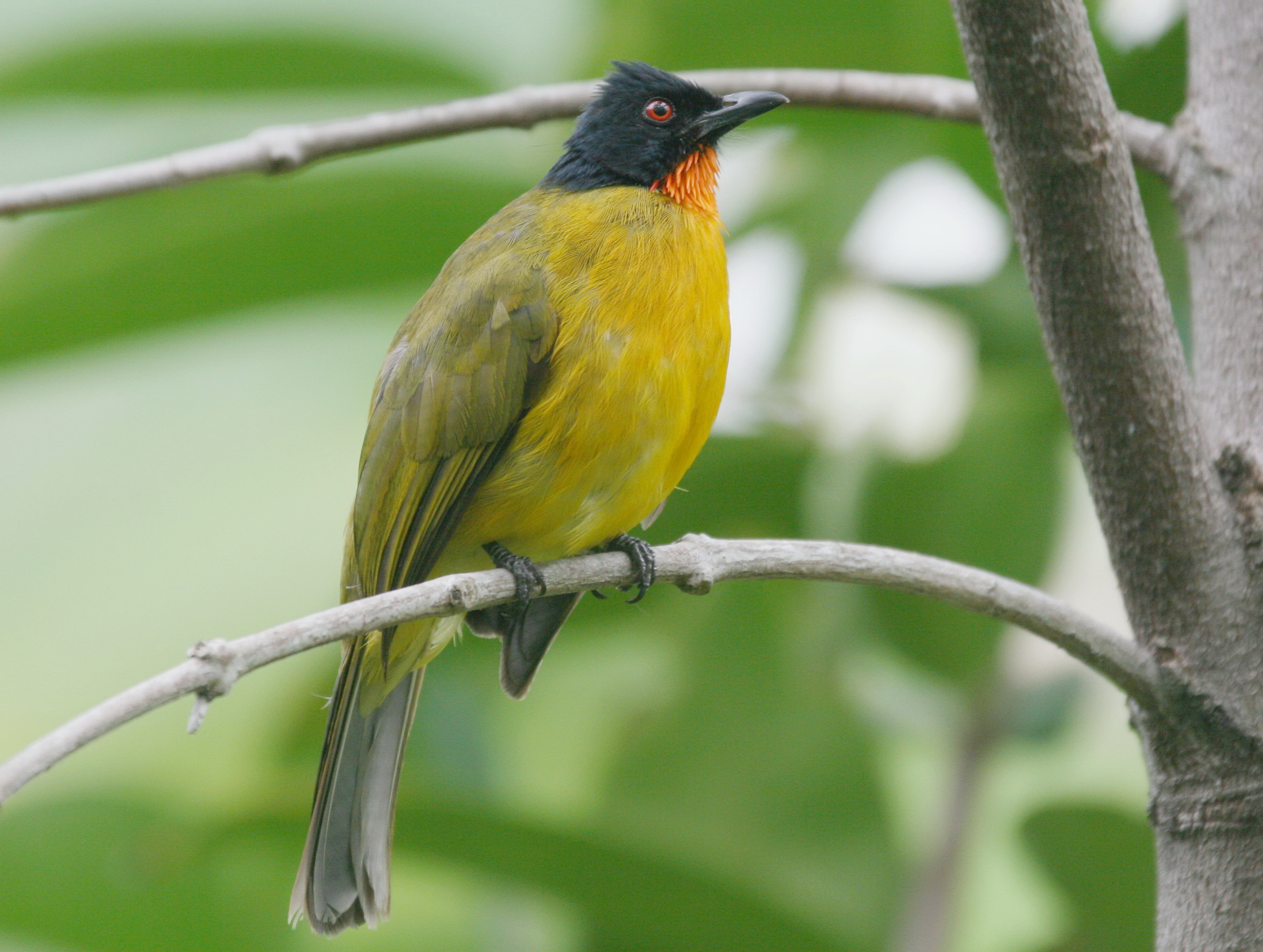
Rödstrupig bulbyl på Miami Metro Zoo i Florida, USA.

Lätena liknar svarttofsad bulbyl och återges i engelsk litteratur som "tee-tee-wheet-wheet", "whit-wheet-wit" eller "hii-tii-hii-tii-wiit".

## Utbredning och systematik
Fågeln återfinns på Sumatra och Java. Den behandlas som monotypisk, det vill säga att den inte delas in i några underarter. Tidigare betraktades den som en underart till R. melanictera.

### Släktestillhörighet
Arten placerades tidigare i släktet Pycnonotus. DNA-studier visar att Pycnonotus dock är parafyletiskt visavi Spizixos, varför flera taxonomiska auktoriteter numera delar upp det i flera mindre släkten.

## Levnadssätt
Rödstrupig bulbyl hittas i olika typer av buskartade miljöer och öppet skogslandskap, inklusive gummiplantage. Den undviker högvuxen skog och ses hellre i av människan påverkade miljöer som större hyggen, intill bebyggelse, kustnära skog och mangrove. Fågeln livnär sig på bär och annan frukt, men även till viss mån insekter. Häckningsbiologin är dåligt känd annat än att ägg hittats i april på Sumatra och i augusti på centrala Java. Varje kull består av ett till två ägg.

## Status
Från att fram tills alldeles nyligen beskrivits som en vanlig fågel har arten på kort tid blivit fåtalig och svår att hitta. Orsaken tros vara omfattande fångst för burfågelindustrin. Sedan 2016 är den därför upptagen på internationella naturvårdsunionen IUCN:s röda lista för hotade arter där den  placeras i kategorin sårbar (VU).